# Dianshanmeer

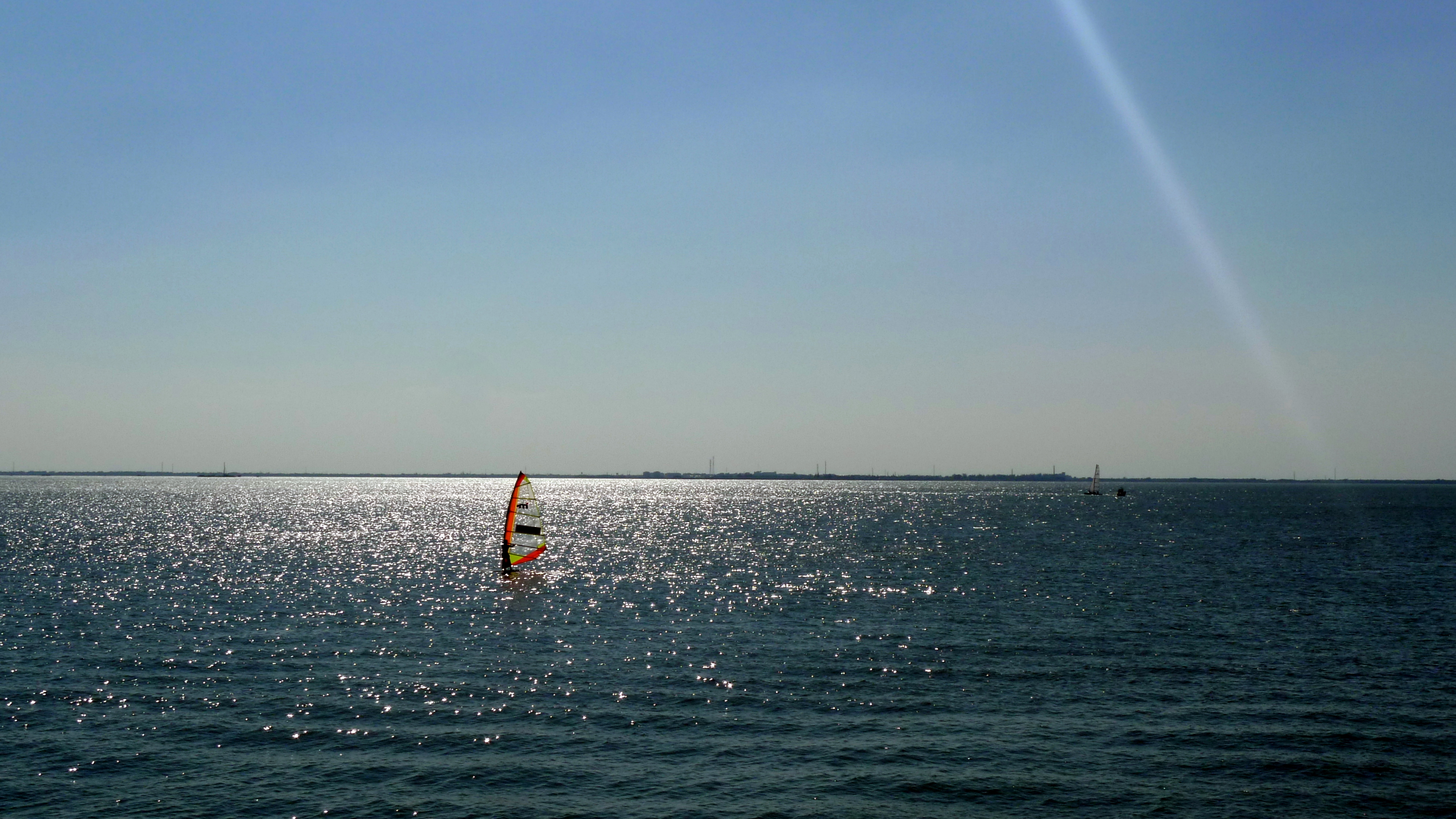
Dianshanmeer

Het Dianshanmeer, links op de kaart, ten opzichte van het district Qinpu (rood), Shanghai (geel), de Huangpu Jiang, de Yangtze en de Oost-Chinese Zee (blauw)

Het Dianshanmeer (vereenvoudigd Chinees: 淀山湖, traditioneel Chinees: 澱山湖, pinyin: Diànshān Hú) is een zoetwater-meer grotendeels gelegen in Shanghai in het oosten van de Volksrepubliek China. Het meer heeft een oppervlakte van 62 vierkante kilometer. De uitstroom van het meer is de Huangpu Jiang, een 97 km lange rivier die door het stadscentrum van Shanghai stroomt alvorens als laatste grote zijrivier uit te monden in de Yangtze alvorens deze laatste uitmondt in de Oost-Chinese Zee.
Het Dianshanmeer ligt grotendeels op het grondgebied van Shanghai, enkel een noordelijke tip en een zuidwestelijke baai liggen respectievelijk in de provincies Jiangsu en Zhejiang. Binnen Shanghai ligt het in het westen van het district Qingpu.
Het meer is bereikbaar met openbaar vervoer met lijn 17 van de metro van Shanghai waar de westelijke terminus Oriental Land toegang geeft tot het park Oriental Land aan de oostelijke oevers van het meer.

## Watersport
In 1983 werd het Shanghai Water Sports Centre aangelegd, een kunstmatige watersportbaan die in verbinding staat met het oorspronkelijke meer. De ruim twee kilometer lange baan is geschikt voor roeien en kanovaren en vormt de locatie voor de Wereldkampioenschappen roeien 2025.

## Galerij

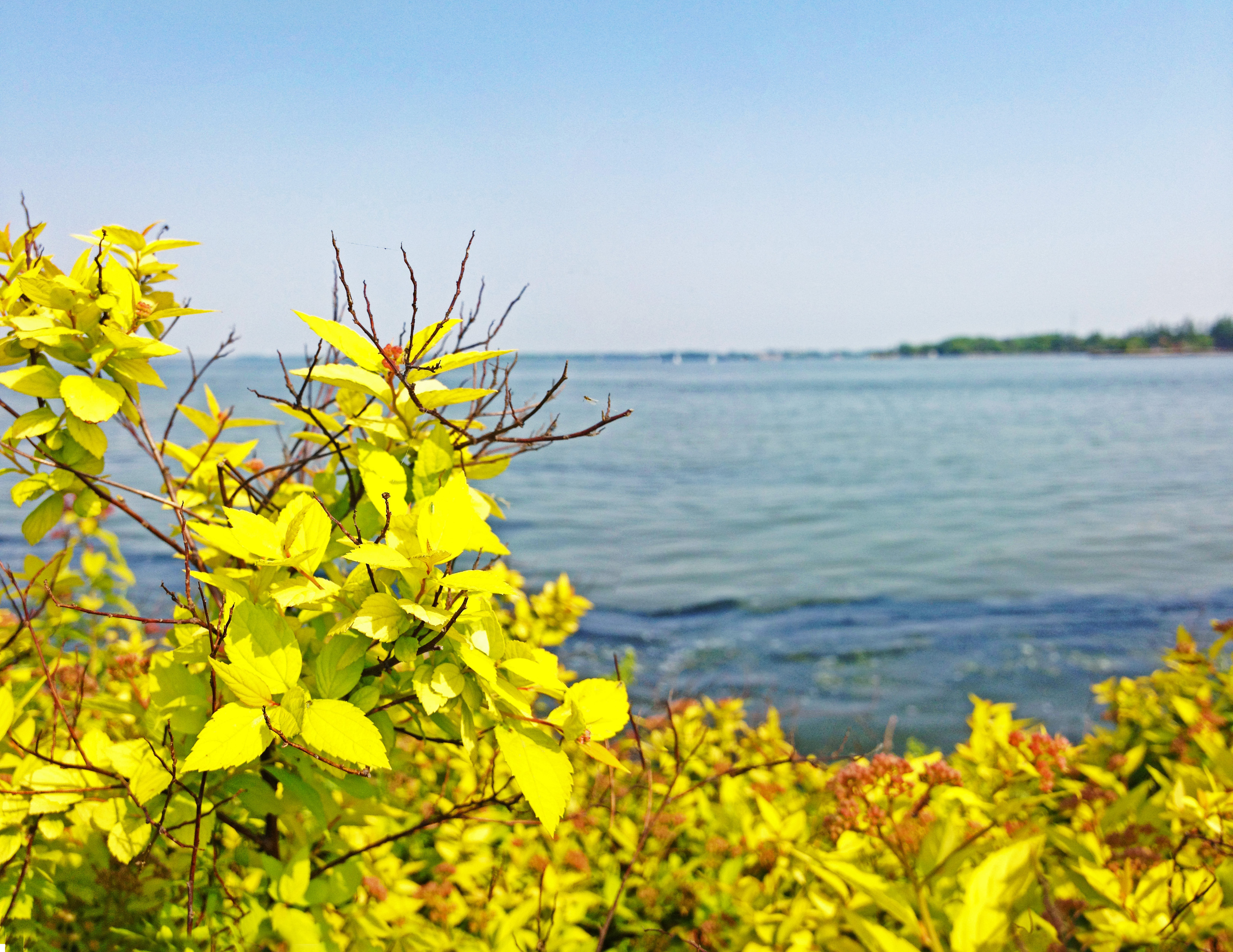
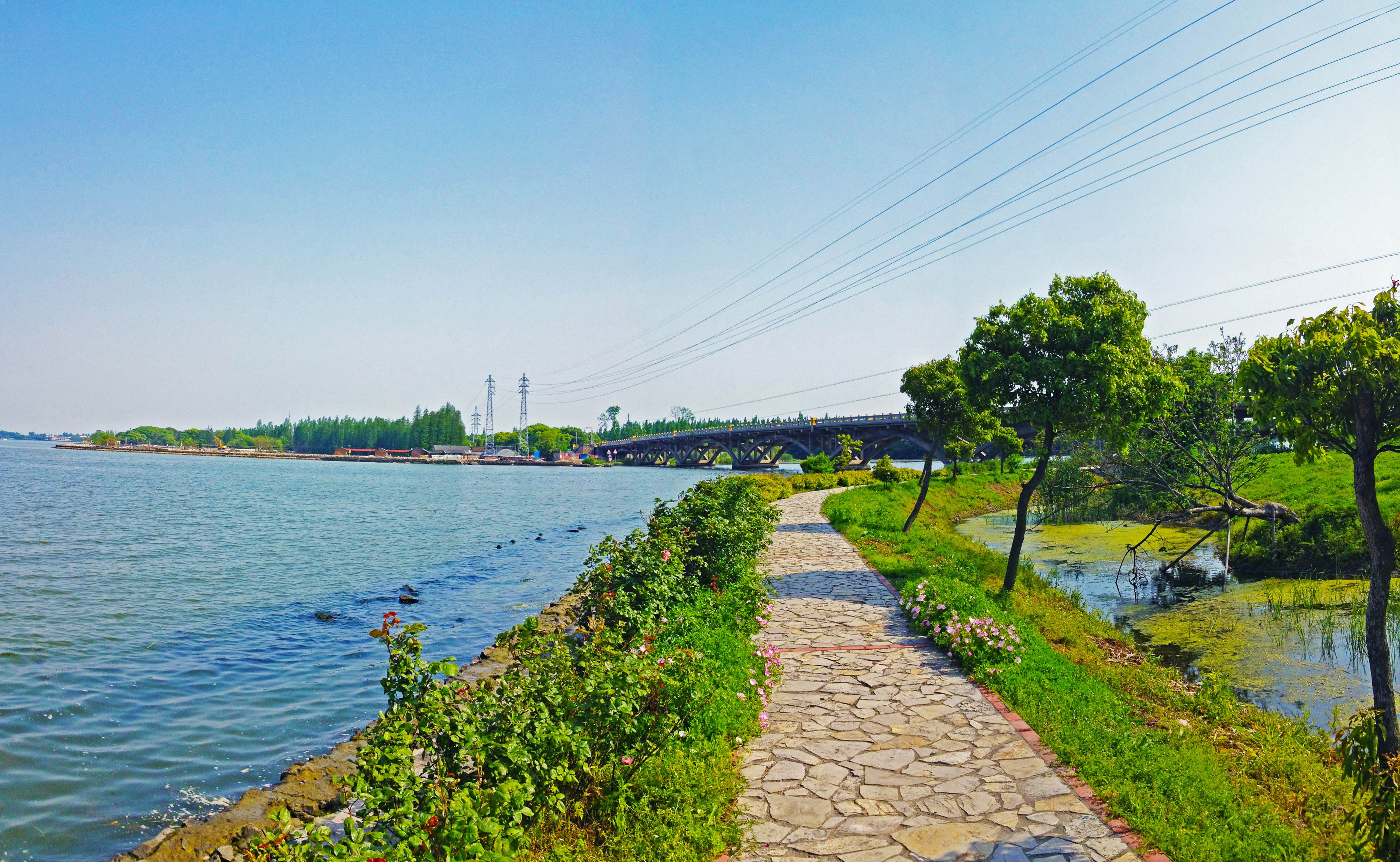
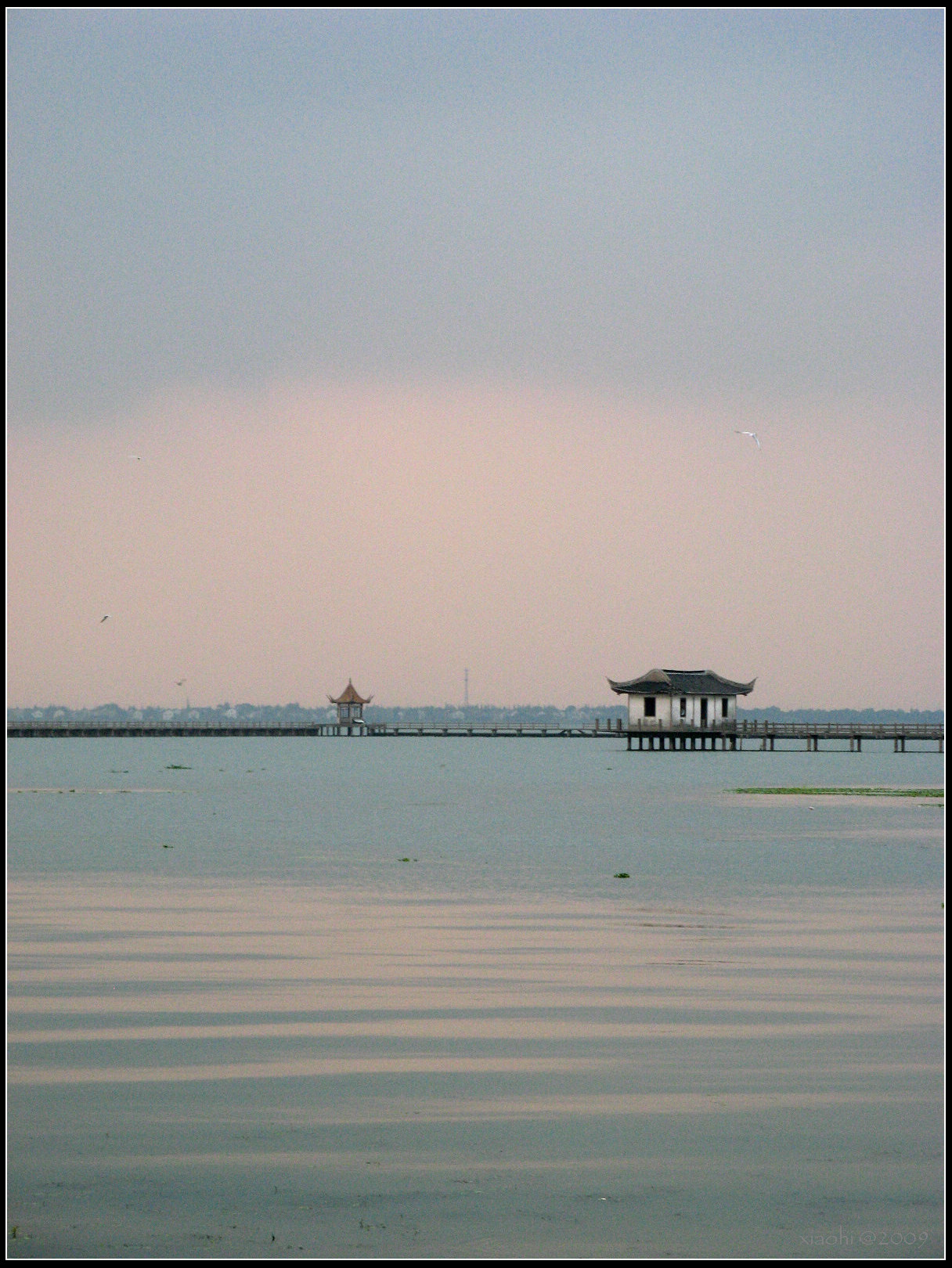